# بيريزيات (آن)
بيريزيات (بالفرنسية: Béréziat)‏ هي بلدية فرنسية تقع في إقليم الآن في فرنسا. رمز إنسي لها هو:1040. أما الرمز البريدي لها فهو: 1340.